# Anguk sa
Anguk sa (Klasztor Pokoju Państwa, 안국사) – koreański klasztor znajdujący się w Korei Północnej, Skarb Narodowy nr 34.

## Historia klasztoru
Klasztor został wybudowany w 503 roku przez mnicha Hyŏnuka na zboczu góry P'ongnin. Znajduje się w P’yŏngsŏng w prowincji P’yŏngan Południowy.
W 1419 roku klasztor został odnowiony i przebudowany. Po raz kolejny stało się to w 1785 roku za króla Chŏngjo. W 2011 również dokonano remontu klasztoru.

## Architektura klasztoru, budynki i obiekty
Klasztor ma układ liniowy. Przez bramę klasztorną wchodzi się na otwarty dziedziniec, na którym znajduje się monument budowy świątyni oraz 9-kondygnacyjna stupa z samych początków klasztoru. Rośnie tam także miłorząb zasadzony około 1400 roku. Jest traktowane jako Żywy Pomnik nr 34.
Na wewnętrzny dziedziniec klasztoru wchodzi się przez pawilon T’aepyŏng (Pawilon Doskonałego Spokoju) usytuowany naprzeciw głównej bramy. Chociaż z zewnątrz wygląda bardzo skromnie, wnętrze jest wyjątkowo barwnie i ozdobnie pomalowane. Malarzem był król Chosŏn Sunjo (pan. 1800–1834). Mierzy 19.3 metra długości oraz 6.8 metra szerokości. Naprzeciwko tego pawilonu znajduje się budynek T’aeung (Budynek Wielkiego Oświecenia). Jest to główny budynek klasztoru i robi także największe wrażenie. Mierzy 17 metrów długości i 13 metrów szerokości (głębokości). Jest także dość nietypowy, gdyż od innych budowli klasztornych z tego okresu różni się tym, że jest budynkiem piętrowym.
Na prawo od niego znajduje się budynek dormitorium, a na lewo - budynek biblioteki przechowującej różne teksty buddyjskie.